# Suore orsoline di San Carlo
Le Suore Orsoline di San Carlo sono un istituto religioso femminile di diritto pontificio: i membri di questa congregazione pospongono al loro nome la sigla O.S.C.

## Storia
La Compagnia di San'Orsola, dopo la morte della fondatrice Angela Merici (1474-1540), si diffuse assai presto al di fuori di Brescia: nel 1566 l'arcivescovo di Milano Carlo Borromeo (1538-1584) introdusse le prime orsoline nella sua diocesi. Inizialmente le sorelle vivevano presso le loro abitazioni, ma presto alcune di loro cominciarono a condurre vita comune: nel 1585 Giovanni Fontana, vicario generale della diocesi, redasse per loro una regola.
Soppresse in età napoleonica, le Orsoline di San Carlo risorsero il 29 settembre 1824 a opera di Maria Maddalena Barioli (1784-1865), terziaria francescana, con l'aiuto del suo direttore spirituale Pietro Giglio, prevosto di Sant'Ambrogio: l'8 dicembre 1843 le prime tredici suore ricevettero l'abito religioso dall'arcivescovo Karl Kajetan von Gaisruck, che eresse canonicamente la congregazione il 13 giugno 1844.
L'istituto ottenne il pontificio decreto di lode il 17 luglio 1907; le sue costituzioni vennero approvate dalla Santa Sede l'11 febbraio 1915.

## Attività e diffusione
Le Suore Orsoline di San Carlo sono dedite all'istruzione della gioventù e sono caratterizzate da spirito missionario.
Operano in Italia e in America Latina: la sede generalizia, dal 1841, è a Milano, in un ex monastero cistercense.
Al 31 dicembre 2005 l'istituto contava 168 religiose in 21 case.